# Борд (Ендр)
Борд (фр. Bordes) насеље је и општина у централној Француској у региону Центар (регион), у департману Ендр која припада префектури Исуден.
По подацима из 2011. године у општини је живело 915 становника, а густина насељености је износила 56,13 становника/km². Општина се простире на површини од 16,3 km². Налази се на средњој надморској висини од 176 метара (максималној 164 m, а минималној 123 m).

## Демографија
| 1962. | 1968. | 1975. | 1982. | 1990. | 1999. | 2011. |
| ----- | ----- | ----- | ----- | ----- | ----- | ----- |
| 566   | 598   | 564   | 771   | 925   | 936   | 915   |

График промене броја становника у току последњих година